# Созологија
Созологија (кованица од грчких речи sozo- бранити, штитити, спасавати и logos - учење, наука) је наука која се бави систематском одбраном биосфере од деструктивних ефеката од антропосфере. 
По Валерију Гетелу који је овај термин увео у употребу половином 20. века, овај термин означава заштиту природног човековог окружења. 